# Académica Petróleos do Kwanda Soyo
Académica Petróleos do Kwanda Soyo, meist nur Académica do Soyo genannt, ist ein Fußballverein aus der angolanischen Stadt Soyo. Er wurde am 21. Januar 1987 gegründet.
Der Klub empfängt seine Gäste im Estádio do Imbondeiro in Soyo. Das Stadion fasst 10.000, nach anderen Quellen 3.000 Zuschauer.
Landestitel konnte der Klub bisher nicht gewinnen. Als größter Erfolg kann daher die gelungene Qualifikation für den CAF Confederation Cup 2010 gelten. Er unterlag in der ersten Runde jedoch dem FC Enyimba aus Nigeria mit 2:3 und schied aus dem Wettbewerb aus.
Nachdem der Klub die Spielzeit 2012 auf dem drittletzten Platz beendet hatte, stieg der Klub in die zweite Liga ab, den Gira Angola. Im April 2014 gab der Vereinspräsident Avelino da Graça das Ziel bekannt, den Verein 2015 mit finanziellen, administrativen und sportlichen Anstrengungen aus der zweiten Liga heraus und wieder zurück in den Girabola führen zu wollen.